# Aeroport de Stuttgart
L'Aeroport de Stuttgart (en alemany: Flughafen Stuttgart, anteriorment Flughafen Stuttgart-Echterdingen) (IATA: STR, ICAO: EDDS) és l'aeroport internacional de Stuttgart, la capital de l'estat alemany de Baden-Württemberg. Fou anomenat en honor de l'antic alcalde de Stuttgart Manfred Rommel, i és el sisè aeroport més transitat d'Alemanya, havent-hi passat l'any 2015 uns 10.5 milions de passatgers. L'aeroport és un important centre de connexions d'Eurowings i programa vols a diverses ciutats europees i destinacions de lleure, així com un servei de llarga distància a Atlanta.
L'aeroport es troba aproximadament a 13 km. (10 km. en línia recta) al sud de Stuttgart, just al límit de les localitats limítrofes de Leinfelden-Echterdingen, Filderstadt i la mateixa Stuttgart. L'any 2007, la Fira de Comerç de Stuttgart – el novè centre de convencions més gran d'Alemanya – traslladà el recinte just al costat de l'aeroport. A més a més, la seu internacional de l'empresa d'aparcaments de cotxe APCOA Parking també es troba a l'aeroport.

## Història

### Primers anys i Segona Guerra Mundial
L'aeroport fou construït l'any 1939 per a reemplaçar l'aeroport de Böblingen. L'any 1945, l'Exèrcit dels Estats Units d'Amèrica prengué el control de l'aeroport i no el retornà a les autoritats alemanyes fins al 1948.
Durant la Guerra Freda, la pista d'aterratge i les infraestructures foren compartides amb l'Exèrcit dels EUA que maniobrà amb helicòpters, avions Grumman OV-1 Mohawk i altres aeronaus d'ala fixa a la part sud de l'aeroport sota el nom d'Aeròdrom Militar d'Echterdingen. Algunes de les unitats que hi operaren foren destacades a la Caserna de Nellingen, ja clausurada i readaptada. L'any 1984-1985, el 223è Batalló de Combat de l'Aviació Aviació Battalion (Combat) de l'11è Grup d'Aviació de Combat fou destacat a Echterdingen, amb l'assignació de tres companyies d'aviació (un a Schwäbisch Hall). L'Exèrcit dels EUA encara manté una petita base d'helicòpters - l'Aeròdrom Militar de Stuttgart - al costat sud de l'aeroport, el qual comparteix amb l'ala d'helicòpters de la Policia de Baden-Württemberg. L'ala d'helicòpters policials resta sota control de la Policia del Departament de Stuttgart i té sis helicòpters moderns situats a Stuttgart i dos a Söllingen.

### Desenvolupament posterior
L'aeroport fou expandit després de la Segona Guerra Mundial. L'any 1948 la pista d'aterratge fou allargada a 1,800 metres; al 1961 a 2,250 metres i, finalment, l'any 1996 a 3,345 metres.
La terminal original de 1938 fou finalment reemplaçada l'any 2004 i actualment hi ha quatre terminals amb una capacitat màxima d'uns 12 milions de passatgers.
Polítics, planificadors urbanístics i residents propers han estat debatint durant anys sobre la construcció d'una segona pista d'aterratge. Tanmateix, el 25 de juny de 2008 el Ministre-President Günther Oettinger anuncià que en els propers 8–12 anys no seria construïda una segon pista i que les restriccions a operacions de nit es mantenien.
El novembre de 2013, després de la mort de l'exalcalde Manfred Rommel, diversos polítics locals proposaren reanomenar l'aeroport. Aquesta proposta encengué el debat públic, ja que, per una banda, es tractava del fill d'Erwin Rommel, general alemany de renom durant la Segona Guerra Mundial, però, per altra banda, fou un polític altament respectat per la seva feina en afers interculturals. El juliol de 2014 s'anuncià que a partir d'aleshores l'aeroport s'anomenaria Flughafen Stuttgart - Manfred Rommel Flughafen. Al setembre de 2016, l'aeroport mostrà un nou disseny corporatiu, canviant el seu nom oficial de Flughafen Stuttgart a Aeroport de Stuttgart.
Al setembre de 2014, United Airlines cancel·là la seva ruta des de Newark a causa de la insuficient demanda, deixant la ruta a Atlanta, proporcionada per Delta Air Lines, com la única connexió de llarga distància de l'aeroport de Stuttgart.
A l'octubre de 2014, easyJet anuncià que a partir de març de 2015 operarien amb Stuttgart com la seva setena destinació alemanya. El desembre de 2014, Ryanair també anuncià que a partir d'abril de 2015 afegiria a Stuttgart sis vols setmanals des de Manchester.
Air Berlin anuncià l'inici d'un servei a Abu Dhabi a partir de desembre 2014. No obstant, el 31 de maig de 2016, l'aerolínia alemanya deixà de realitzar els vols. Poc després, a l'octubre de 2016, anuncià que hi tancaria les seves facilitats de manteniment a causa de mesures de reestructurament i retallades pressupostàries.

## Accidents i incidents
- El 19 de gener de 2010 el vol Swearingen SA-227-C Metro D-CKPP de Bin Air s'avarià quan el principal tren d'aterratge de la dreta col·lapsà durant l'aterratge.[19]